# 수사네 비르
수사네 비르(덴마크어: Susanne Bier, 1960년 4월 15일 ~ )는 덴마크의 영화 감독이다. 《다시, 뜨겁게 사랑하라!》, 《버드 박스》 등의 감독이다.

## 작품 목록
- 브라더스 (2004)
- 인 어 베러 월드 (2010)
- 다시, 뜨겁게 사랑하라! (2013)
- 버드 박스 (2018)
- 프랙티컬 매직 2 (2026)